# Xanthomaenas singularis
Xanthomaenas singularis là một loài bướm đêm thuộc phân họ Arctiinae, họ Erebidae.